# NGC 6915
NGC 6915 est une galaxie spirale située dans la constellation de l'Aigle. Sa vitesse par rapport au fond diffus cosmologique est de 5 412 ± 21 km/s, ce qui correspond à une distance de Hubble de 79,8 ± 5,6 Mpc (∼260 millions d'al). NGC 6915 a été découverte par l'astronome allemand Albert Marth en 1863.
La classe de luminosité de NGC 6915 est I-II. De plus, c'est une galaxie LINER, c'est-à-dire une galaxie dont le noyau présente un spectre d'émission caractérisé par de larges raies d'atomes faiblement ionisés. 
À ce jour, une mesure non basée sur le décalage vers le rouge (redshift) donne une distance d'environ 38,600 Mpc (∼126 millions d'al). Cette valeur est sans aucun doute loin de la distance réelle de cette galaxie, mais la base de données NASA/IPAC utilise toujours les distances indépendantes pour calculer le diamètre des galaxies. En conséquence le diamètre de NGC 6915 pourrait être d'environ 33,4 kpc (∼109 000 al) si on utilisait la distance de Hubble pour le calculer.